# جداره بازار بزازخانه نو
جداره بازار بزازخانه نو مربوط به دوره پهلوی اول است و در کرمانشاه، خیابان مدرس، بازار تاریخی کرمانشاه واقع شده و این اثر در تاریخ ۲۶ اسفند ۱۳۸۶ با شمارهٔ ثبت ۲۱۷۷۹ به‌عنوان یکی از آثار ملی ایران به ثبت رسیده است.